# 3714-es busz
A 3714-es jelzésű autóbuszvonal Miskolc, Sajóvámos, Sajópálfala és Sajósenye között húzódó regionális vonal, amelyet a Volánbusz Zrt. üzemeltet.

## Útvonala
A miskolci autóbusz-állomásról indul. A 26-os főúton halad Kazincbarcika felé a Szentpéteri kapun keresztül, miközben vele párhuzamosan a Miskolc–Bánréve–Ózd- és a Miskolc–Tornanádaska-vasútvonal közös vonalszakasza található, 10 percen belül elhagyja a megyeszékhelyet, azonban a vonal 5. kilométerében található szirmabesenyői elágazásban lekanyarodik a falu felé. Keresztezi a Szirmabesenyő megállóhelyet, majd a község Kisboldogasszony-templomjánál halad tovább keleti irányban. Keresztezi a Sajó folyót, majd Sajóvámosra érkezik. A falu központjából Sajópálfalára kitérést tesz, ettől tér el számozása az azonos úton fekvő 3705-ös buszoktól. Utána a 2617-es mellékúton robog be Sajósenyére, melynek északnyugati csücskében végállomásozik.

## Közlekedése
Indításai minden nap történnek, az esti órákban egy alkalommal odairányban. A Miskolc agglomerációjában és a Sajó jobb partján fekvő községek a 3705-ös buszokkal vannak főként kiszolgálva. Az eltérő számozás a sajópálfalai kitérés végett történik. 
A Volánbusz 2024. augusztus 17-ei menetrend-módosítással megszűnt a S.E.G.A. cégnél levő megállóhely, ezáltal a 3714-es buszok sem térnek ki ezentúl.
| Viszonylat                                 | Indításszám | Közlekedési rend |
| ------------------------------------------ | ----------- | ---------------- |
| Miskolc, aut. áll. – Sajósenye, aut. ford. | 1 oda       | naponta          |

## Megállóhelyei
| 0  | Miskolc, autóbusz-állomás végállomás             | 0.0 km  | 1, 1G, 3, 3A, 4, 7, 11, 12G, 20, 20A, 24, 28, 32, 34G, 35, 43, 44, 45, 101B, 900, 914, 935 1050, 1053, 1369, 1370, 1372, 1373, 1374, 1375, 1376, 1377, 1380, 1381, 1383, 1384, 1410, 1411 3700, 3701, 3702, 3703, 3704, 3705, 3706, 3707, 3708, 3709, 3710, 3711, 3712, 3715, 3716, 3717, 3718, 3719, 3720, 3721, 3722, 3723, 3724, 3726, 3727, 3728, 3729, 3730, 3731, 3733, 3734, 3735, 3736, 3737, 3738, 3739, 3740, 3741, 3742, 3743, 3744, 3745, 3746, 3747, 3748, 3749, 3750, 3751, 3752, 3753, 3754, 3755, 3757, 3760, 3761, 3764, 3765, 3766, 3767, 3770, 3772, 3773, 3774, 3775, 3776, 3777, 4019 |
| 1  | Miskolc, Leventevezér utca                       | 1.2 km  | 3, 12, 12G, 14, 14G, 20, 36, 54, 914 3700, 3701, 3702, 3703, 3704, 3705, 3707, 3754, 3757, 3760, 3761, 3763, 3764, 3765, 3770, 3772, 3773, 3774, 3775, 3776, 3777 |
| 2  | Miskolc, megyei kórház                           | 1.9 km  | 3, 3A, 12, 12G, 14, 14G, 20, 24, 36, 54, 914 1369, 1384, 1410, 1411 3700, 3701, 3702, 3703, 3704, 3705, 3707, 3708, 3709, 3711, 3754, 3757, 3760, 3761, 3763, 3764, 3765, 3766, 3767, 3769, 3770, 3772, 3773, 3774, 3775, 3776, 3777 |
| 3  | Miskolc, repülőtér bejárati út                   | 2.8 km  | 3, 3A, 8, 12, 12G, 14, 14G, 20, 24, 36, 54, 240, 914 1369, 1384, 1410, 1411 3700, 3701, 3702, 3703, 3704, 3705, 3707, 3708, 3709, 3711, 3754, 3757, 3760, 3761, 3763, 3764, 3765, 3766, 3767, 3769, 3770, 3772, 3773, 3774, 3775, 3776, 3777 |
| 4  | Miskolc, Stromfeld laktanya                      | 3.9 km  | 1369, 1384, 1410, 1411 3700, 3701, 3702, 3703, 3704, 3705, 3707, 3708, 3709, 3711, 3754, 3757, 3760, 3761, 3763, 3764, 3765, 3766, 3767, 3769, 3770, 3772, 3773, 3774, 3775, 3776, 3777 |
| 5  | Szirmabesenyői elágazás                          | 5.0 km  | 3700, 3701, 3702, 3703, 3704, 3705, 3707, 3708, 3709, 3711, 3754, 3757, 3760, 3761, 3763, 3764, 3765, 3770, 3772, 3773, 3774, 3775, 3776, 3777, 3797 |
| 6  | Szirmabesenyő vasúti megállóhely                 | 5.7 km  | 3700, 3701, 3702, 3705, 3757, 3777, 3797 személyvonat – Szirmabesenyő [94.] |
| 7  | Szirmabesenyő, egészségügyi központ              | 6.1 km  | 3700, 3701, 3702, 3705, 3757, 3777, 3797 |
| 8  | Szirmabesenyő, ABC áruház                        | 6.8 km  | 3700, 3701, 3702, 3705, 3757, 3777, 3797 |
| 9  | Szirmabesenyő, templom                           | 7.1 km  | 3700, 3701, 3702, 3705, 3757, 3777, 3797 |
| 10 | Sajóvámos, raktártelep                           | 8.6 km  | 3705, 3797 |
| 11 | Sajóvámos, magtár                                | 10.5 km | 3705, 3797 |
| 12 | Sajóvámos, Széchenyi utca 54.                    | 11.3 km | 3705, 3797 |
| 13 | Sajóvámos, templom                               | 12.0 km | 3705, 3706, 3797 |
| 14 | Sajóvámos, Munkácsy utca                         | 12.6 km | 3705, 3706 |
| 15 | Sajóvámos, Kiserdő utca autóbusz-forduló         | 13.3 km | 3705, 3706 |
| 16 | Sajópálfala, autóbusz-forduló                    | 14.3 km | 3706 |
| 17 | Sajóvámos, Kiserdő utca autóbusz-forduló         | 15.3 km | 3705, 3706 |
| 18 | Sajóvámos, Munkácsy utca                         | 16.0 km | 3705, 3706 |
| 19 | Sajóvámos, templom                               | 16.6 km | 3705, 3706, 3797 |
| 20 | Sajóvámos, Hunyadi utca 22.                      | 17.1 km | 3705, 3797 |
| 21 | Sajósenye, szeretetotthon                        | 18.6 km | 3705, 3797 |
| 22 | Sajósenye, autóbusz-forduló vonalközi végállomás | 19.1 km | 3705, 3797 |